# Gogo Inflight Internet
Gogo Inc.とは、アメリカ合衆国イリノイ州シカゴに本社を置く企業で、民間・業務用航空機で使える機内ブロードバンドやその他インターネット接続サービスを提供している。アエロメヒコ航空、アメリカン航空、エア・カナダ、エアトラン航空、アラスカ航空、デルタ航空、日本航空、ユナイテッド航空、USエアウェイズ、ベトナム航空、ヴァージン・アメリカ、ヴァージン・アトランティック航空といった12社の航空会社に機内Wi-Fiを提供している。Gogo Inc.は持株会社としてGogo LLCとAircell Business Aviation Services LLCという2社の子会社を所有している。Gogoは2,100機以上の民間航空機、6,600機以上の業務用航空機に機内Wi-Fiサービスを提供していると発表している。また、2Kuという新たな機内（衛星ソリューション）Wi-Fi技術を開発している。

## 歴史
Gogoは設立者であるジミー・レイが1991年にテキサス州デニソンのバーベキューレストランでペーパーナプキンを使ってプライベート飛行機で手頃な電話システムを構想したことから始まる。電話会社との提携を経てGogoはエアセルという北米でプライベート飛行機でアナログ型の音声通信を提供する企業として設立された。90年代後期にはGogoは国外のフライトで使える音声通話を提供する衛星ベースのシステムに投機を行った。より巨大な市場に航空通信接続技術を投入することを次の段階として、2006年に連邦通信委員会からAir-To-Ground (ATG)の3GHz広帯域周波数を独占的にしようできる免許を取得した。2008年、民間航空機への導入を開始した。
2011年6月、民間航空機向けサービス名を「Gogo Inflight Internet」としていたがブランド戦略の一環として社名をエアセルからGogoに変更した。2014年9月、エアセルもGogo Business Aviationとリブランドした。
2013年6月20日、株式上場として110万の普通株を1株17ドルの公開価格で売り出すことを発表し、21日にNASDAQに「GOGO」というティッカーシンボルとして上場を果たした。株価は2年半の間四半期ごとの収益が芳しくなかったことから上場以来激しく変動したものの、2015年11月16日、上場初期の2013年6月23日時点の株価に戻した。また、インサイダー取引による証券取引所での売買が発覚、証券取引委員会に提出されたForm 4によれば、Gogo Inc.の役員(EVPやGM、Bus. Aviationを兼任)であるウェード・ジョンが2015年4月16日に1万株を22万ドルで売却したとされ、この取引でこの1万株は1株22ドルで売れたという。
2015年6月、本社をシカゴのダウンタウンにあるカナル通り111丁目(111 N. Canal St)に移転した。同年11月13日時点で、大手航空会社11社と取引していて、2,500機以上の民間航空機、6,800機以上の業務用航空機にサービスを提供している。社員数は1,000人以上で、シカゴの本社に加えて、コロラド州ブルームフィールドや米国外にも関連施設や事務所を持っている。

## 接続とパフォーマンス

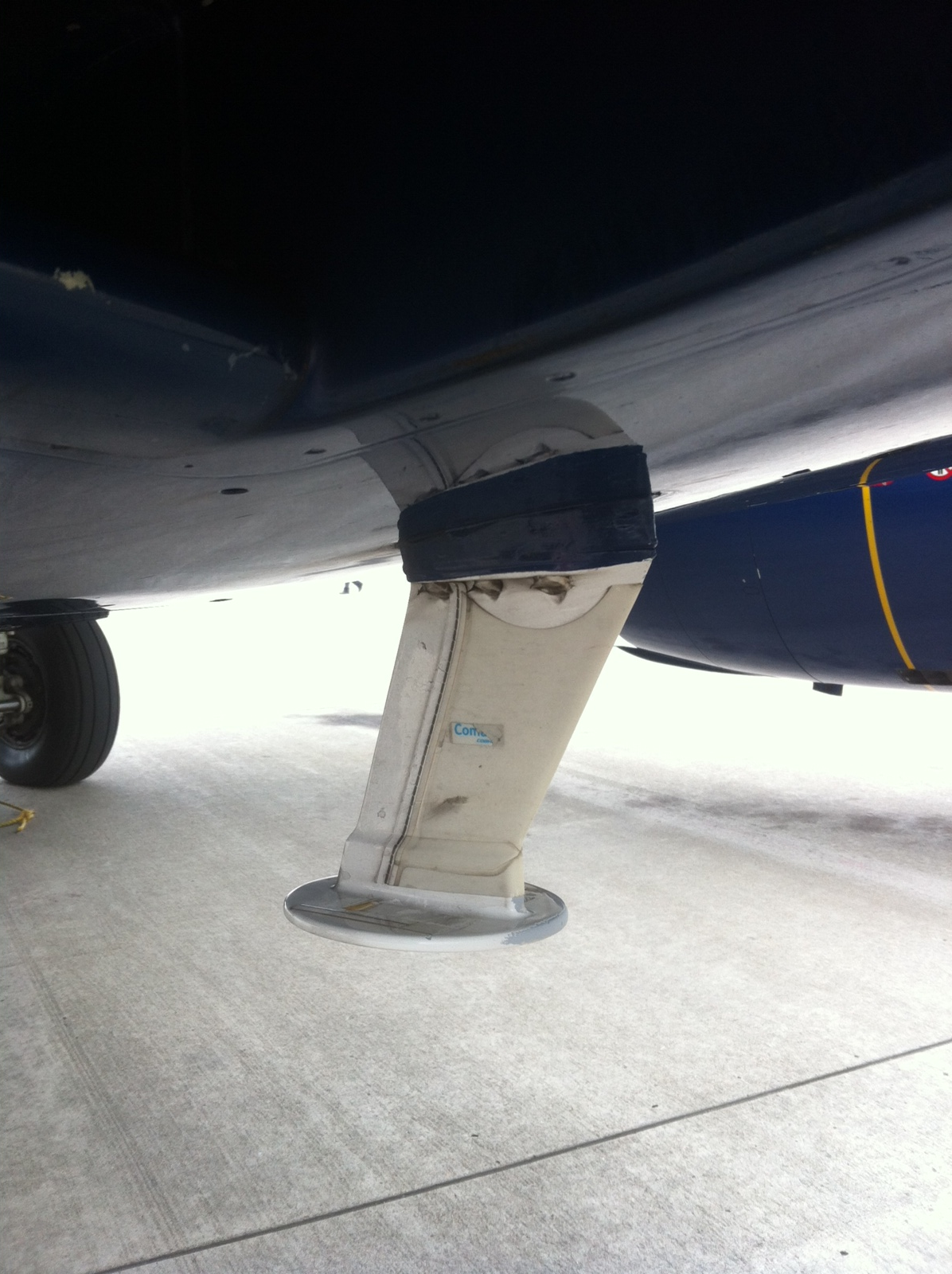
エンブラエル 175の外部アンテナ

Gogoは単一の基地局からの信号を次に渡すときに検知した速度で中断を最低限に抑えた連続的な通信環境を提供している。通信速度は推定で下り500-600キロビット/秒、上り300キロビット/秒である。フライト用の総帯域は推定3メガビット/秒である。
提供しているサービスはWi-Fi機能がある端末に対応している。
機内接続は基本的に最適な条件の下、コーヒショップやホテルで使われているようなWi-Fi公衆無線LANと同じように使用することが出来る。ただし、YouTubeやHBO-GOといった動画ストリーミングに不具合があるとされ、Speedtest.netのベンチマークでは3メガビット/秒だったのに対し、下り0.03メガビット/秒、上り0.27メガビットだったというテスト結果もある。2015年2月、デビッド・P・リードがGogoのサービスでbufferbloatが原因の負荷で数秒間のレイテンシが発生すると発表した。ユーザーは地上と同じ方法で「gogoinflight」ネットワークに登録し接続している。離陸後に使用が許可された電子端末でGoGoのネットワークが使えるようになる。
また、サービスにはアカウント管理機能が含まれていたり、フライト前に公式サイトで有料サービスを購入することができるが、VoIPアプリケーションはサービス利用規約で使用不可と定められている。

## 技術
GoGoが現在使用している、または開発している、もしくは発表している技術を以下に挙げる。

### Air-To-Ground (ATG)
GoGoのATGネットワークはアラスカ州含むアメリカ合衆国とカナダにある160以上もの電波塔で構成される移動体通信網をベースにしている。これらの電波塔は地上のではなく空の信号を捉える移動体通信用電波塔であり、航空機は底面に搭載されている受信機を通じて信号を拾っている。信号が航空機に到達した時に、データ信号はWi-Fiシステム経由でキャビンの全体に分散される。

### ATG-4
ATG-4システムとはATGシステムの改善版で後方互換性がある。最大下り速度を3.1Mbpsから9.8Mbpsに増加させた。少なくとも600機の航空機に搭載されている。

### Kuバンド人工衛星
SES（欧米、大西洋担当）、インテルサット（大西洋、北太平洋、南米、アジア、アフリカ、オーストラリア担当）と地域別に人工衛星に関する提携を結んでいる。また、大西洋、北太平洋、中南米、アジア、オーストラリア、アフリカ（一部）をカバーするKuバンドの使用でインテルサットと提携している。2012年5月にKu人工衛星のソリューションを民間航空機に使用するために人工衛星機器メーカーのエアロサットと提携を結んだ。GoGoは機内ネット接続サービスを大洋横断路線を含むアメリカ合衆国中に拡大したり、インマルサットのグローバルエクスプレスKuバンド人工衛星が利用可能になるまでの短期間で数社の航空会社の需要に応じて提供できている。GoGOのKuバンド人工衛星技術は自社のGround to Orbitと2Kuで使用されている。

#### Gogo Ground to Orbit
Gogo Ground to Orbitは航空機への下り回線やGoGoのAir to Groundによる航空機からの上り回線のためにKuバンド衛星アンテナを使用している。アメリカ合衆国内外で利用可能で、最大下り速度は60Mbit/sである。ヴァージン・アメリカとこれに関する新しいサービスを開始するために提携を結んだ。Kuバンド衛星アンテナはシンコム・ソリューションズが開発したGround to Orbitが使用している。

#### 2Ku
2Kuとは一方をダウンロード目的、もう一方をアップロード目的と2つのKuバンドアンテナを使用する技術である。GoGoによれば2Kuの最大速度は70Mbit/sで高さ17 cm (6.69 in)の目立たないレイドームがある。Ground to Orbitのように、シンコム・ソリューションズ製造のKuバンドアンテナを搭載している。2Kuの搭載を決めた初めての航空会社はアエロメヒコ航空である。
GoGoは2Kuサービスの利用拡大を推し進めていて、2015年11月13日、24人の航空、技術記者が搭乗したボーイング737型機で2Kuのデモンストレーションを行い、このシステムで高精細動画のストリーミング再生が試された。ブルームバーグ・ビジネスの報道によれば、ルートハッピーのデータリサーチ担当のジェイソン・ラビノウィッツが「機内でシステムをダウンさせようと大量のデータのやり取りをした記者」の集団と発言したとされる。GoGoは衛星電波発信手法は完璧であるとして上り速度は70Mbps、下り速度は100Mbpsで提供できると主張した。
2015年11月13日の試用において、TECHTIMESにて数人のジャーナリストが実際の速度は良くなかったと主張している。Engadgetのティモシー・J・セッパラは「最初のスピードテストでは下り速度は11.71MbpsでPingが656ミリ秒、上り速度が0.53Mbps」と述べている。さらに、欠点の一つとしてPing時間が500から1,000ミリ秒まで変化していると主張している。The Vergeのクリス・ウェルチは上り速度はほとんど無いに等しく、画像やVineのビデオ以上の容量のデータをめったにアップロードしない一般のインターネットユーザーにもストレスに感じるだろうと述べていて、ストリーミングではまともと感じたのは18人だったという。このフライトでの総帯域は25Mbpsだった。
2015年9月に、JALグループの日本トランスオーシャン航空が737-800機に2Kuを搭載することをGoGoが発表した。2015年11月12日のプレスリリースによれば、8社の航空会社によって550機以上に2Kuが全機体展開もしくはサービス試用として搭載されることになったという。具体的にはアエロメヒコ航空が2Kuを搭載したジェット旅客機を就航することに加え、ヴァージン航空とデルタ航空が2Kuサービスを発注したとGoGoのマイケル・スモールCEOがブルームバーグ・ビジネスで述べている。

### 製品
- Gogo platform

Gogoのin-air platformは観光客に航空会社特有の情報を表示しながら情報、サービス、娯楽を提供している。
- Gogo Text and Talk

Gogo Textは乗客が携帯端末でテキストメッセージを送受信できるサービスで、Gogo Talkは音声通話ができるサービスである。2014年9月、T-Mobile USはGogoとの提携で、アメリカ合衆国航空路線を就航する航空機に搭載されたGogoの機内Wi-Fiで契約者が無制限でテキストとマルチメディアメッセージをやり取りできるようになると発表した。アメリカ合衆国でGogoのWi-Fiを採用しているのは、アラスカ航空、アメリカン航空、デルタ航空、USエアウェイズ、ヴァージン・アメリカである。
- Gogo Vision

Gogo Visionとは機内のサーバーから配信されるテレビ番組や映画をストリーミング配信するサービスである。2014年7月、Gogoはデルタ航空と共にデルタ・スタジオを立ち上げ、乗客が所有するW-Fi対応機器へ様々なテレビ番組や映画を配信するようになった。

## 採用航空会社
2015年現在、アエロメヒコ航空、アメリカン航空、エア・カナダ、アラスカ航空、デルタ航空、日本航空、ユナイテッド航空、USエアウェイズ、ベトナム航空、ヴァージン・アメリカ、ヴァージン・アトランティックが採用している。さらにアメリカン航空、デルタ航空、スクートと機内エンターテインメントを採用している上、エアトラン航空とUSエアウェイズが業務使用している。
初採用はアメリカン航空で2008年7月にサービス提供を開始した。最初の航空路線はジョン・F・ケネディ国際空港発のサンフランシスコ国際空港、ロサンゼルス国際空港、マイアミ国際空港行きだった。2010年時点で全国内路線に拡大していた。
2008年8月5日、デルタ航空が全国内路線に搭載するとし、近いうちに完了すると発表した。さらに、自社のGogoのサービスをリージョナルジェット機全機に拡大することしたが、2009年にノースウエスト航空との合併で機体が増えており、2010年4月の時点で増えた国内路線機でWi-Fiを搭載することができたのは540機のうち437機だった。
2009年3月、ヴァージン・アメリカが初めて機内どこでもインターネット利用を可能にした。
2009年7月14日、エアトラン航空が自社の136機にGogoを搭載した。2010年にサウスウエスト航空と合併、エアトラン航空のボーイング737はサウスウエスト航空のRow 44機内Wi-Fiに変更され、ボーイング717はデルタ航空へリースされデルタ航空のGogoサービスを使用することになった。
2009年10月2日、ニューヨーク発ロサンゼルス行きのユナイテッド航空のp.s.23便よりGogoが利用可能になった。2009年11月6日にユナイテッドp.s.全便で利用可能になった。
2009年11月20日、エア・カナダがトロント・ロサンゼルス便とモントリオール・ロサンゼルス便といった大規模なアメリカ大陸国際線でGogoシステムの試用を始めた。
2010年2月24日、アラスカ航空が全機でGogoを搭載することを発表、2011年秋に全機搭載を完了した。
2010年3月29日、USエアウェイズが2011年6月1日より自社のエアバスA321にGogoを搭載することを発表した。2011年秋に全機搭載を完了した。
2012年2月5日、フロンティア航空が自社のエンブラエルE190に搭載することを発表し、2012年2月6日よりサービス提供を開始するとした。
2012年6月8日、Gogoは2013年初めにデルタ航空のボーイング777、767、747、エアバス330を含む長距離国際路線機150機以上や大洋横断のボーイング757に機内インターネットサービスを提供すると発表した。
2012年6月20日、Gogoはユナイテッド航空が自社のp.s.機で新製品であるATG-4接続サービスに更新すると発表した。
2012年8月28日、Gogoはインダストリー・カナダよりカナダのATG無線周波数スペクトルに関する付随的な免許が下りたとし、カナダ上空を飛行する民間、ビジネス航空機の乗客にサービスが提供できるようになったと発表した。
2013年1月11日、アメリカン航空のエアバスA320ファミリーとボーイング737にKuバンド衛星通信とGogoの次世代Air to Ground技術であるATG-4の2つの機内接続ソリューションを搭載することを発表した。
2013年10月8日、Gogoは日本航空がボーイング737、767、777、787の国内線で機内インターネットサービスを開始すると発表した。
2013年11月8日、GogoはGogo Text & Talkという機内で携帯端末を使い音声通話とテキストメッセージングをするアプリケーションを発表した。2014年に商用ジェット旅客機で公式にサービスを開始するとしている。

## 監視問題
2014年4月、流出した連邦通信委員会の文書によって、Gogoは政府当局と組みユーザーのデータを連邦政府の通信盗聴援助法に基づき法執行機関と共有するための技術を自主的に開発していることが発覚した。
2014年、Googleのセキュリティ技術者であるアドリエンヌ・ポーターがGogoのサービスが搭載された航空機内で、Gogoはユーザーの行動を記録するための中間者攻撃を行うために偽のSSL認証を使用していることを発見したと発表した。この意図的な偽認証は法執行機関による監視とセキュア通信のデータマイニングを行うためだとし、Gogoを批判した。シマンテックもGogoはビデオストリーミング再生を制限したり遮断したりすることに正当な利益があるとするが手段が行き過ぎていると批判した。Gogoがこの戦略をどれだけ続けていたか不明だが、情報セキュリティコミュニティのニュースサイトは偽SSL認証問題がユーザーに対しさらなる問題を引き起こすとし、Gogoが原因でウェブサイトの遮断や検閲、非暗号化や暗号化関係なくデータを入手したり、マルウェアをインストールしたり、各パスワードを盗むといった今まで起きたことがないようなサイバー犯罪が引き起こされるとした。

## ビジネスモデルへの批判
Gogoは「ゴキブリホイホイ」というビジネスモデルを実践しているとされる。これは自動化の手段でサービスを利用するためのサインアップを容易に行えるが、即座の解約のために必要な顧客サービス担当者とのやり取りができず、実際の解約は電子メールが必要で翌月から数ヶ月ぐらいかかる。

## 集団訴訟
2013年、Gogoは公式サイトに定額料金に関する記載がない上に利用者にも通知しないまま定額料金を徴収したという申し立てで集団訴訟を起こされた。2015年4月30日、ニューヨーク連邦判事のジャック・ワインスタインはこの裁判 (ニューヨーク州東部地区連邦地方裁判所のBerkson, et al. v. Gogo LLC, Case No. 14-CV-1199)で自動的な毎月のWi-Fi接続更新のためのサインアップでユーザーを騙して収益を得ていたとし、裁判官は83ページのメモランダムや訴訟命令に「平均的なインターネットユーザーは知る由がない秘密的なサインインに縛られている」と記載していて、このような契約で拘束することに関して「被告に委ねる裁判地や仲裁条項に対応していない」としている。